# 桃色大屠殺
《桃色大屠殺》（直译：你的惡習是一間上鎖的房間，只有我有鑰匙）是一部1972年的鉛黃電影，由瑟吉歐·馬蒂諾執導，愛雲·芬芝、路易吉·皮斯蒂利和安妮黛·史琳柏主演。這部電影使用了爱伦·坡1843年短篇小說《黑猫》中的許多元素，在電影的片頭字幕中也承認受到了這些影響。
《桃色大屠殺》是馬蒂諾的第四部鉛黃電影。片名引用了他的第一部電影《別怕！茱莉》（Lo strano vizio della Signora Wardh，“瓦尔德太太的奇怪惡習”，1971），兇手在片中留給受害者的便條上寫下了這句話。影片中的受害者由芬芝飾演。

## 劇情
奥利维耶罗·鲁维尼是位失败的作家，也是個酒鬼，与妻子伊琳娜住在一座破败的豪宅里。伊琳娜很害怕奥利维耶罗的猫“撒旦”，这只猫曾经属于奥利维耶罗已故的母亲埃丝特。唯一的其他住户是女仆布伦达。为了消解无聊，奥利维耶罗幫当地的嬉皮士组织了一場颓废的派对，当着客人的面羞辱伊琳娜和布伦达。奥利维耶罗看到伊琳娜身上穿着一件属于埃丝特的优雅礼服后被激怒了，他打了伊琳娜，然后强奸了她。
奥利维耶罗的情妇、年轻的学生兼书店员工福斯塔死亡后，他被福斯塔的老板巴尔泰洛指认，成为主要嫌疑人。这位作家在接受警方讯问时撒谎说，在福斯塔被杀期间，他因为汽车爆胎正在修理，并强迫伊琳娜为他作伪证。后来，伊琳娜在丈夫汽车的后备箱里调查所谓的爆胎事件，却被丈夫抓住并遭到殴打。在雷雨交加的夜晚，布伦达穿上了埃丝特的长袍，奥利维耶罗悄悄监视着。布伦达察觉到屋内有其他人，试图逃回自己的房间，却被杀手用钩子割成重伤。伊琳娜发现了奄奄一息的布伦达，布伦达倒在了她的脚下。奥利维耶罗现身了，他冷酷地看着尸体，说服伊琳娜帮他掩盖尸体，以避免遭致进一步的怀疑。布伦达的尸体被埋在地窖里，但奥利维耶罗不愿处理沾满血迹的长袍，让伊琳娜把它洗干净。
奥利维耶罗的外甥女弗洛里亚娜突然从巴黎来访。一个阴险的灰发男子也出现了，似乎在远处监视着鲁维尼夫妇。后来在家里，这名灰发男子又出现了，并把装有礼服的干洗包交给了伊琳娜。奥利维耶罗认为是妻子把礼服送出去清洗的，于是大发雷霆。他殴打了她，并把她锁在衣橱里。撒旦在衣橱里用爪子抓伊琳娜。弗洛里亚娜在壁橱里找到了伊琳娜，把她放了出来。伊琳娜在弗洛里亚娜的怀抱和床上找到了慰藉，两人开始了戀情，并决定想办法对付奥利维耶罗。同一天晚上，杀手再次作案，杀害了一名名叫焦万纳的当地妓女，她恰好在弗洛里亚娜出現的同一天到達鎮上。伊琳娜杀死了凶手。第二天，巡警向奥利维耶罗透露，杀害福斯塔和焦万纳的凶手正是书店经理巴尔泰洛，他其实是一个名叫利波里的精神病人。鲁维尼将此事告诉了妻子，并试图掐死她。与此同时，弗洛里亚娜开始与当地的送奶工达里奥交往，达里奥曾与布伦达约会过。达里奥参加了一场泥地自行车比赛，但由于自行车故障被迫退出。奥利维耶罗暗中监视着他们。
撒旦杀死了伊琳娜的几只宠物鸽子后，她抓住了撒旦，一怒之下，用剪刀刺穿了撒旦的一只眼睛。莫利纳尔老太太目睹了这一切，她是来这里收瓶子的，伊琳娜命令她离开。后来，奥利维耶罗走进弗洛里亚娜的房间，发现她穿着母亲的长袍躺在床上。弗洛里亚娜透露她知道她在谷仓阁楼里和达里奥上床时他在偷窥，然后开始勾引奥利维耶罗。第二天一早，奥利维耶罗在伊琳娜的鸽子房里质问她为何买了新剪刀，还说他的猫不见了。奥利维耶罗没有刺死伊琳娜，而是将她按倒在地并强奸了她，弗洛里亚娜目睹了一切。莫利纳尔太太来到镇上，要求与警察局长谈谈鲁维尼夫妇的事。奥利维耶罗、弗洛里亚娜和伊琳娜来到山顶观景，两个女人商量着把奥利维耶罗推下悬崖杀死。当晚，伊琳娜被外面撒旦的哭声惊醒。她来到弗洛里亚娜的房间，听到她和奥利维耶罗在讨论自己，奥利维耶罗提到他已经在地窖里为妻子的尸体腾出了地方。伊琳娜急忙跑到外面，看到达里奥秘密会见了弗洛里亚娜，并约她明早见面。伊琳娜发现了撒旦，追进地窖，发现布伦达的尸体已经被人挖开，这让奥利维耶罗的杀人计划更加可信。
伊琳娜走近昏倒在打字机旁的奥利维耶罗，用剪刀猛地刺死了他。这起凶杀案发生后，弗洛里亚娜透露自己一直在旁观看，但表示她要是不掩盖这起凶杀案，伊琳娜一定会进监狱。弗洛里亚娜透露，她一直在寻找奥利维耶罗藏在豪宅里的珠宝。伊琳娜谦恭地把珠宝给了她，两人最后一次做爱，弗洛里亚娜将在第二天早上离开。灰发男子瓦尔特在凌晨时分潜入屋内，开始在奥利维耶罗的打字机上反复敲下“仇殺”，在伊琳娜和弗洛里亚娜的调查时逃之夭夭。弗洛里亚娜对这些事件感到不安，她抛弃了伊琳娜，赶去见达里奥。瓦尔特出现了，原来他是伊琳娜的秘密情人，去了地窖。
伊琳娜揭露是她杀死了埃丝特，并让瓦尔特杀死了布伦达。原来的计划是让奥利维耶罗相信他就是杀害布伦达的凶手，并将他逼疯，但他自己打算谋杀伊琳娜和与弗洛里亚娜上床的阴谋迫使她改变了计划。正当弗洛里亚娜和达里奥骑摩托车逃跑时，瓦尔特在路上泼油杀死了他们，制造出事故的假象，从而夺回了家族的珠宝。后来，伊琳娜将瓦尔特推下悬崖，将遗产据为己有。伊琳娜回到大宅后，发现警察也在。莫利纳尔老太太因看到伊琳娜刺伤撒旦而投诉她虐待动物。在宅子里，警察听到猫似乎在一堵墙里痛苦地喵喵叫。他们推倒墙壁后，在里面发现了猫和奥利维耶罗的尸体。

## 演員
- 愛雲·芬芝 饰 弗洛里亚娜
- 安妮黛·史琳柏（英语：Anita Strindberg） 饰 伊琳娜
- 路易吉·皮斯蒂利（英语：Luigi Pistilli） 饰 奥利维耶罗
- 伊凡·羅斯穆（英语：Ivan Rassimov） 饰 瓦尔特
- 安吉拉·拉·沃爾尼 饰 布伦达
- 恩里卡·博纳科尔蒂（英语：Enrica Bonaccorti） 饰 焦万纳
- 丹妮拉·季奧丹諾（英语：Daniela Giordano） 饰 福斯塔
- 艾美琳達·德·菲利斯 饰 太太
- 馬可·馬里亞尼 饰 巴尔泰洛
- 內里娜·蒙塔尼亞尼（英语：Nerina Montagnani） 饰 莫利纳尔
- 卡拉·曼奇尼（英语：Carla Mancini）
- 布魯諾·博謝蒂 饰 维托里奥
- 佛朗哥·內布比亞 饰 督察
- 里卡多·薩爾維諾（英语：Riccardo Salvino） 饰 达里奥
- 達利拉·迪·拉扎羅（英语：Dalila Di Lazzaro） 饰 脱衣舞娘（未署名）